# مون‌استون
مون‌استون (انگلیسی: Moonstone) شرکت بازی ویدئویی ژاپنی است، که در سال ۲۰۰۳ تأسیس شد.